# Giovanni Migliorati (vescovo)
Giovanni Migliorati (Pavone del Mella, 24 agosto 1942 – Brescia, 12 maggio 2016) è stato un vescovo cattolico e missionario italiano.

## Biografia
Giovanni Migliorati nacque a Pavone del Mella, nella diocesi di Brescia, il 24 agosto 1942, ed era figlio di Santo e Teresa Smussi.

### Formazione e ministero sacerdotale
Dopo aver frequentato le scuole elementari nel paese nativo, il 3 ottobre 1953 entrò nel seminario minore dei Comboniani di Brescia, passando l'anno successivo a Como e poi a Crema. Nel novembre del 1954 la sua famiglia si trasferì a Bassano Bresciano.
Completò la scuola secondaria e quindi studiò filosofia a Carraia dall'ottobre del 1960 all'agosto del 1963. Successivamente si recò in Inghilterra per il noviziato.
Emise la prima professione il 9 settembre 1965 e fu quindi richiamato in Italia per gli studi teologici a Venegono Superiore che compì dall'ottobre 1965 al giugno 1969. Il 9 settembre 1968 emise la professione perpetua e il 5 ottobre successivo fu ordinato diacono. Il 12 aprile 1969 fu ordinato presbitero a Bassano Bresciano dal vescovo Luigi Morstabilini.
Nel novembre del 1969 giunse in Etiopia e iniziò lo studio della lingua amarica ad Addis Ababa per un anno. Il suo primo incarico missionario, nel 1971, fu nella parrocchia di Fullasa, tra i sidama, nel vicariato apostolico di Auasa. Imparò presto la lingua di questo popolo, il sidamigna. Rimase a Fullasa per tre anni come direttore della scuola elementare e vicario parrocchiale.
Nell'agosto del 1973 ricevette l'incarico di aprire una nuova missione tra i Ghede'o, ad Arramo, in un'altra zona linguistica nel vicariato apostolico di Auasa. Nel gennaio del 1974 fu mandato in Uganda per un anno di formazione all'Istituto pastorale di Gaba, dove ottenne il diploma in catechetica, al fine di assumere la responsabilità del Centro catechetico inter-diocesano di Dongora di recente apertura. Diresse questo centro dal novembre del 1974 al novembre del 1979.
Nel 1979 divenne maestro dei novizi etiopici comboniani che a quel tempo risiedevano ad Auasa, abbinando questa responsabilità con la direzione delle scuole elementari e medie della città e il servizio pastorale nella parrocchia della cattedrale. Quando il noviziato fu chiuso, nel febbraio del 1984, venne nominato promotore vocazionale del vicariato.
Nel gennaio del 1986 venne nominato vicario delegato del vicariato apostolico di Auasa e, nel giugno dello stesso anno, divenne parroco della cattedrale e membro del consiglio pastorale e del consiglio presbiterale. Nell'ottobre del 1989 divenne primo rettore del neonato seminario minore.
Dopo ventiquattro anni in Etiopia, nell'ottobre del 1993 i superiori lo richiamarono in Europa, a Varsavia, per un periodo di servizio come direttore dei postulanti del suo ordine. In Polonia ebbe la possibilità di fare ulteriori studi e di conseguire il 3 giugno 1997 la licenza in teologia, con specializzazione in liturgia e teologia pastorale presso la Facoltà pontificia di teologia di Varsavia.
Tornò in Etiopia l'8 novembre 2001 e fu quindi nominato rettore del seminario maggiore di Auasa. Insegnò anche introduzione al Vaticano II, missiologia e teologia pastorale all'Istituto filosofico e teologico "San Francesco" dei Frati Cappuccini. Dall'ottobre del 2003 fu anche direttore spirituale dello stesso Istituto.

### Ministero episcopale
Il 21 marzo 2009 papa Benedetto XVI lo nominò vicario apostolico di Auasa e vescovo titolare di Ambia. Ricevette l'ordinazione episcopale il 31 maggio successivo dall'arcieparca metropolita di Addis Abeba Berhaneyesus Souraphiel, coconsacranti il vicario apostolico del Kuwait Camillo Ballin e il vicario apostolico emerito di Auasa Lorenzo Ceresoli.
Nel maggio del 2014 compì la visita ad limina.
Il 27 marzo 2016, nonostante la grande debolezza, celebrò la messa ad Auasa e partì per l'Italia, per controlli medici. Qui, le sue condizioni peggiorarono rapidamente e il 12 maggio morì a Brescia, all'età di 73 anni.
Le esequie si tennero nella chiesa parrocchiale di Bassano Bresciano il 15 maggio alle ore 15:30 e furono presiedute dall'eparca di Bahir Dar-Dessiè Matheos Lesanu Christos. Al termine del rito la salma fu tumulata nel cimitero cittadino. Lo stesso giorno venne celebrata una messa anche nella cattedrale di Auasa. Una celebrazione più estesa ebbe luogo sempre nella cattedrale di Auasa, il 17 maggio, alla presenza del nunzio apostolico in Etiopia, del superiore generale dei Missionari Comboniani, padre Tesfaye Tadesse Gebresilasie, di diversi vescovi dell'Etiopia, sacerdoti, religiosi e migliaia di fedeli provenienti da tutto il paese.

## Genealogia episcopale
La genealogia episcopale è:
- Cardinale Scipione Rebiba
- Cardinale Giulio Antonio Santori
- Cardinale Girolamo Bernerio, O.P.
- Arcivescovo Galeazzo Sanvitale
- Cardinale Ludovico Ludovisi
- Cardinale Luigi Caetani
- Cardinale Ulderico Carpegna
- Cardinale Paluzzo Paluzzi Altieri degli Albertoni
- Papa Benedetto XIII
- Papa Benedetto XIV
- Papa Clemente XIII
- Cardinale Marcantonio Colonna
- Cardinale Giacinto Sigismondo Gerdil, B.
- Cardinale Giulio Maria della Somaglia
- Cardinale Carlo Odescalchi, S.I.
- Cardinale Costantino Patrizi Naro
- Cardinale Lucido Maria Parocchi
- Papa Pio X
- Papa Benedetto XV
- Papa Pio XII
- Cardinale Eugène Tisserant
- Vescovo Hailé Mariam Cahsai
- Arcivescovo Asrate Mariam Yemmeru
- Cardinale Paulos Tzadua
- Cardinale Berhaneyesus Souraphiel, C.M.
- Vescovo Giovanni Migliorati, M.C.C.I.